# Arabella Scott
Arabella Scott (7 de Maio de 1886 – 1980) foi uma sufragista escosesa.

## Início da vida
Arabella Charlotte Scott nasceu em 7 de maio de 1886, em Dunoon , Escócia, filha de um capitão do exército indiano.
Ela obteve um mestrado na Universidade de Edimburgo e passou a se tornar uma professora e viver com sua irmã, Muriel Scott, em Edimburgo. Tanto Arabella quanto Muriel foram defensoras do sufrágio das mulheres e foram líderes ativas da causa na Escócia.

## Campanha pelo sufrágio das mulheres
Em 1909, ela e sua irmã foram presas sob a acusação de obstrução em Londres, depois que elas tentaram entregar uma petição ao Primeiro-Ministro Britânico H. H. Asquith. Ficaram 21 dias na HM Prison Holloway.
Scott foi presa e libertada várias vezes nos anos seguintes.
Em 1913, Scott trabalhou como organizadora de Women's Social and Political Union em Brighton, com o nome de 'Catarina Reid'.